# Walmart

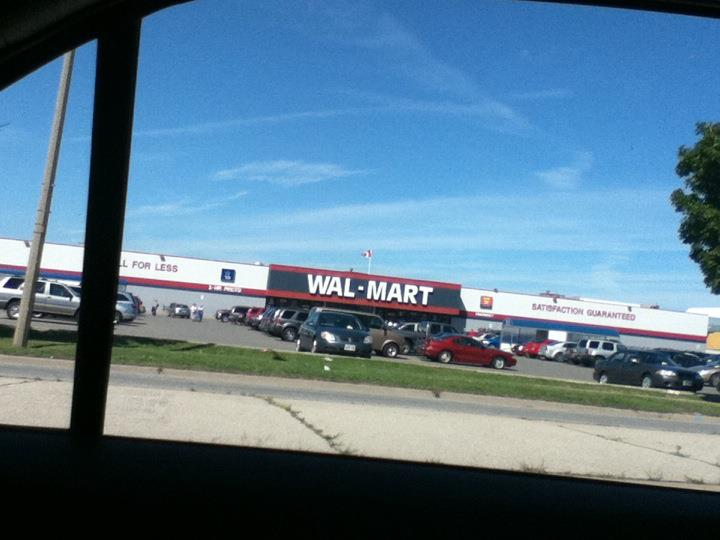
Walmart Eastgate Square.

Walmart (oficialmente, WalMart, Inc.) es una corporación multinacional de tiendas de origen estadounidense, que opera cadenas de grandes almacenes de descuento y clubes de almacenes. Fue fundada por Sam Walton el 2 de julio de 1962, incorporada el 31 de octubre de 1969, y ha cotizado en la Bolsa de Nueva York desde 1972. Su sede principal está ubicada en Bentonville, Arkansas.
Walmart es la mayor corporación pública del mundo, según la lista Fortune Global 500 de 2020. Siendo el minorista más grande del mundo que ofrece la mayor oferta de empleo privado en el mundo, con más de 2 millones de empleados. Es una empresa familiar, porque la familia Walton posee el 48% de la compañía. Es también una de las empresas más valiosas en el mundo. Es también la minorista de ultramarinos más grande de EE. UU. En 2009, el 51 % de sus ventas de 258 mil millones de dólares en EE. UU. se generó a partir de sus negocios de ultramarinos. También es el propietario y operador de Sam's Club, una cadena de clubes de almacenes.
Walmart tiene casi 11 000 tiendas bajo 65 marcas en 28 países y cuenta con sitios web de comercio electrónico en 11 países. Opera la marca Walmart en los Estados Unidos, incluyendo los 50 estados y Puerto Rico. En Norteamérica opera en Canadá, y en México con tiendas WalMart Supercenter y Sam's Club. En el Reino Unido es conocida como Asda; en Japón como Seiyu; en Chile como Líder (Walmart Chile) y en India como Best Price. Además tiene operaciones en Brasil y cuenta con presencia comercial en Costa Rica, El Salvador, Guatemala, Honduras, Nicaragua y China.

## Historia

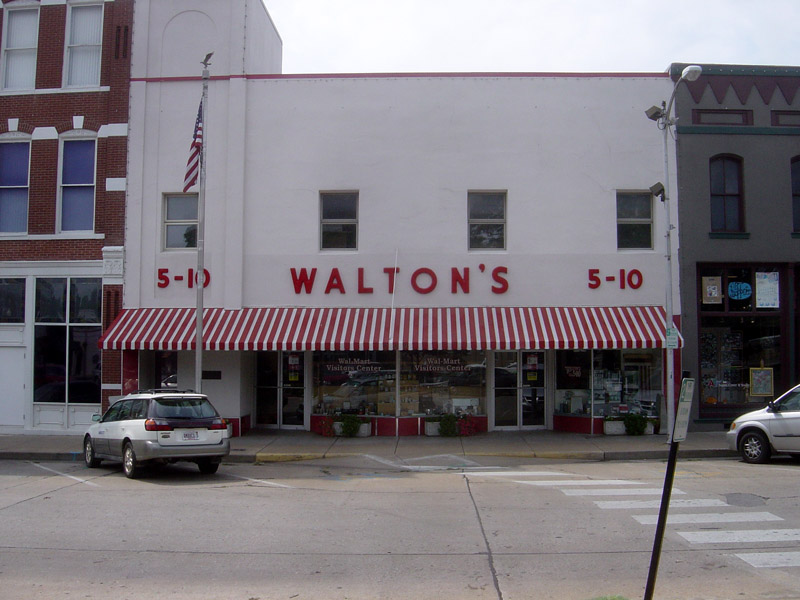
La tienda original de «Walton's Five and Dime» en Bentonville, Arkansas, operada por Sam Walton. Ahora sirve como el centro de visitantes de Walmart.

### Primeros años (1945-1969)
En 1945, Sam Walton, un empresario y antiguo empleado de J. C. Penney, compró una sucursal de Ben Franklin Stores, propiedad de Butler Brothers. Sam se concentró en vender productos a bajo precio para obtener un mayor volumen de ventas con un menor margen de ganancia. Esta estrategia fue presentada como una campaña a favor del consumidor. Sin embargo, tuvo contratiempos debido a que tanto el precio del alquiler como el precio de compra de la sucursal fueron inusualmente altos, pero fue capaz de conseguir proveedores con costos más bajos que los utilizados por otras tiendas. Transfirió todo lo que ahorraba a los precios de sus productos. Las ventas aumentaron un 45 por ciento en el primer año de ser el dueño, llegando hasta los 105 000 dólares en el ingreso anual, monto que aumentó a 140 000 en el siguiente año y a 175 000 en el año posterior. Al quinto año, la tienda tuvo unos ingresos de 250 000 dólares estadounidenses. Cuando expiró el contrato de arrendamiento del local, Sam no pudo llegar a un acuerdo para renovarlo, así que abrió una nueva franquicia de Ben Franklin en Bentonville, Arkansas, y la llamó Walton's Five and Dime.
El 2 de julio de 1962, Walton abrió la primera tienda de Walmart Discount City, ubicada en el 719 de Walnut Avenue en Rogers, Arkansas. El edificio ahora es ocupado por una ferretería y un antiguo centro comercial, mientras que la "Tienda #1" de la Compañía se localiza varias cuadras al oeste sobre la Walnut Street desde 2013 (ya que fue transformada en un concepto de Supercentro). Durante los primeros cinco años, la empresa se expandió a 24 tiendas a lo largo de Arkansas y alcanzó los $12.6 millones en ventas. En 1968, abrió sus primeras tiendas fuera de Arkansas, en Sikeston, Misuri y Claremore, Oklahoma.

### Incorporación y crecimiento (1969-2005)

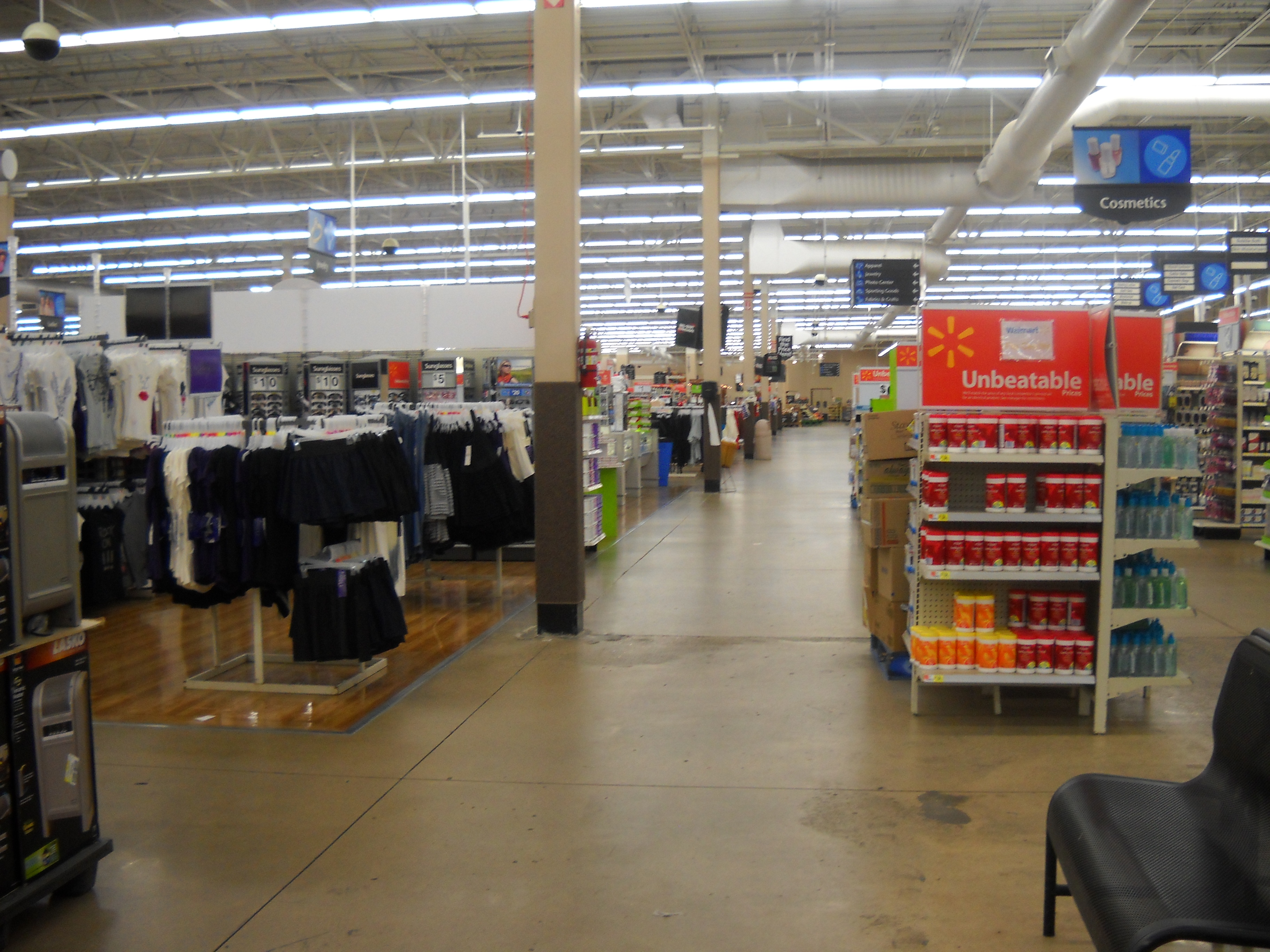
Interior de un Walmart Supercenter en West Plains, Misuri

La empresa fue incorporada como Wal-Mart Stores, Inc. el 31 de octubre de 1969. En 1970, abrió su oficina principal y primer centro de distribución en Bentonville, Arkansas. Tuvo 38 tiendas en operación y 1 500 empleados, con ventas de 44.2 millones de dólares. Comenzó a cotizar como una compañía pública el 1 de octubre de 1970, y pronto se enumeró en la Bolsa de Nueva York. Su primer desdoblamiento ocurrió en mayo de 1971 a un precio de mercado de $47. En ese momento, Walmart estaba operando en cinco estados: Arkansas, Kansas, Luisiana, Misuri, y Oklahoma; entró en Tennessee en 1973 y en Kentucky y Misisipí en 1974. Cuando se expandió a Texas en 1975, Walmart tenía 125 tiendas con 7 500 empleados, y un total de 340,3 millones de dólares en ventas. Walmart abrió su primera tienda en Texas en Mount Pleasant el 11 de noviembre de 1975.
En la década de 1980, Walmart continuó su rápido crecimiento, y en el momento de su 25º aniversario en 1987, tenía 1 198 tiendas operando y 200 000 asociados. Ese año también marcó la conclusión de la red de satélite de la empresa, una inversión de 24 millones de dólares que vinculó todas las unidades operativas de la empresa con su oficina en Bentonville por vía de transmisión bidireccional de voz y datos y comunicación unidireccional de vídeo. En ese momento, fue la mayor red de satélite privada, permitiendo a la oficina corporativa rastrear el inventario y las ventas e instantáneamente comunicarse con sus tiendas. En 1988, Sam Walton renunció a su cargo como director ejecutivo, y fue reemplazado por David Glass. Walton permaneció como el consejero de administración, y la empresa también reorganizó a otras personas en puestos de alto nivel.
En 1988, la primera tienda Walmart Supercenter abrió en Washington, Misuri. Gracias a estos supermercados, Walmart sobrepasó Toys "R" Us en las ventas de juguetes a finales de los años 90. La empresa también abrió tiendas en el extranjero, entrando en América del Sur en 1995 con tiendas en Argentina y Brasil; y Europa en 1999, comprando Asda en el Reino Unido por 10 mil millones de dólares.
En 1998, Walmart introdujo su concepto «Neighborhood Market», ahora conocido como «Walmart Market», con tres tiendas en Arkansas. Las estimaciones indican que en 2005, la empresa controló aproximadamente un 20% de la industria de comestibles al por menor.
En el 2000, H. Lee Scott se convirtió en el presidente y director ejecutivo, y las ventas de Walmart aumentaron a 165 mil millones de dólares. En 2002, apareció por primera vez como la mayor corporación en Estados Unidos en la lista Fortune 500, con ingresos de más de 219.8 mil millones de dólares y beneficios de más de 6.7 mil millones de dólares. Ha permanecido allí cada año, excepto en 2006 y 2009.
En 2005, Walmart tuvo 312.4 mil millones de dólares en ventas, más de 6 200 tiendas a lo largo del mundo (incluyendo 3 800 tiendas en Estados Unidos, y 2 800 en otros países), y más de 1,6 millones de empleados a lo largo del mundo. Su presencia en Estados Unidos creció tan rápidamente que sólo pequeñas tiendas del país permanecieron más allá de 60 millas (100 km) desde la tienda más cerca de Walmart.
Cuando Walmart se convirtió rápidamente en la mayor corporación del mundo, muchos críticos estaban preocupados por el efecto de sus tiendas en comunidades locales, particularmente pequeñas ciudades con muchas pequeñas y medianas empresas. Han existido varios estudios sobre el impacto económico de Walmart en pequeñas ciudades, empresas locales, puestos de trabajo, y contribuyentes. En uno, Kenneth Stone, un profesor de economía de la Universidad Estatal de Iowa, explicó que una ciudad pequeña puede perder casi la mitad de su comercio al por menor a los diez años de la apertura de una tienda Walmart. Sin embargo, otro estudio, comparó los cambios a los que las ciudades pequeñas se habían enfrentado en el pasado ―incluyendo el desarrollo de los ferrocarriles, el advenimiento del catálogo de Sears Roebuck, y la llegada de los centros comerciales― y concluyó que los propietarios de tiendas que se adaptan a cambios en el mercado comercial pueden prosperar después de la llegada de Walmart. Un estudio posterior en colaboración con la Universidad Estatal de Misisipi demostró que existan «impactos tanto positivos como negativos en las tiendas existentes en el área donde el nuevo Walmart Supercenter se ubica.»
En las consecuencias del Huracán Katrina en septiembre de 2005, Walmart fue capaz de utilizar su eficiencia logística para organizar una respuesta rápida al desastre, donando 20 millones de dólares en efectivo, 1500 camiones cargados de mercancía gratuita, alimentos para 100 000 comidas, así como prometer un trabajo para cada uno de sus trabajadores desplazados. Un estudio independiente realizado por Steven Horwitz de la Universidad St. Lawrence descubrió que Walmart, The Home Depot, y Lowe's hicieron uso de su conocimiento local acerca de las cadenas de suministro, la infraestructura, la toma de decisiones, y otros recursos para proporcionar suministros de emergencia y volver a abrir sus tiendas mucho antes de que la FEMA comenzara su respuesta. Mientras la empresa fue generalmente elogiada para su respuesta rápida – en medio de las críticas de los esfuerzos de la Agencia Federal para el Manejo de Emergencias – varios críticos se apresuraron a señalar, sin embargo, que aún quedan problemas con las relaciones laborales de la empresa.

## Divisiones operativas
Las operaciones de Walmart son organizadas en tres divisiones: Walmart Stores U.S., Sam's Club, y Walmart International. La empresa hace negocios en nueve formatos diferentes de venta al por menor: tiendas de gran distribución, supermercados, tiendas de mercancías generales, bodegas, tiendas cash and carry, clubes de membresía, tiendas de indumentaria, tiendas de descuento, y restaurantes.

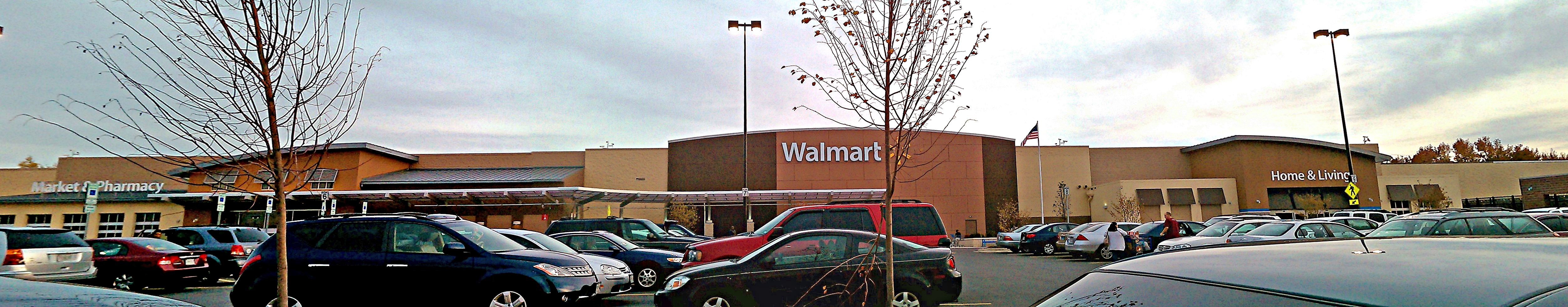
Un foto panorámica de una tienda remodelada Walmart Supercenter en Laurel, Maryland.

### Walmart Medilivans U.S.

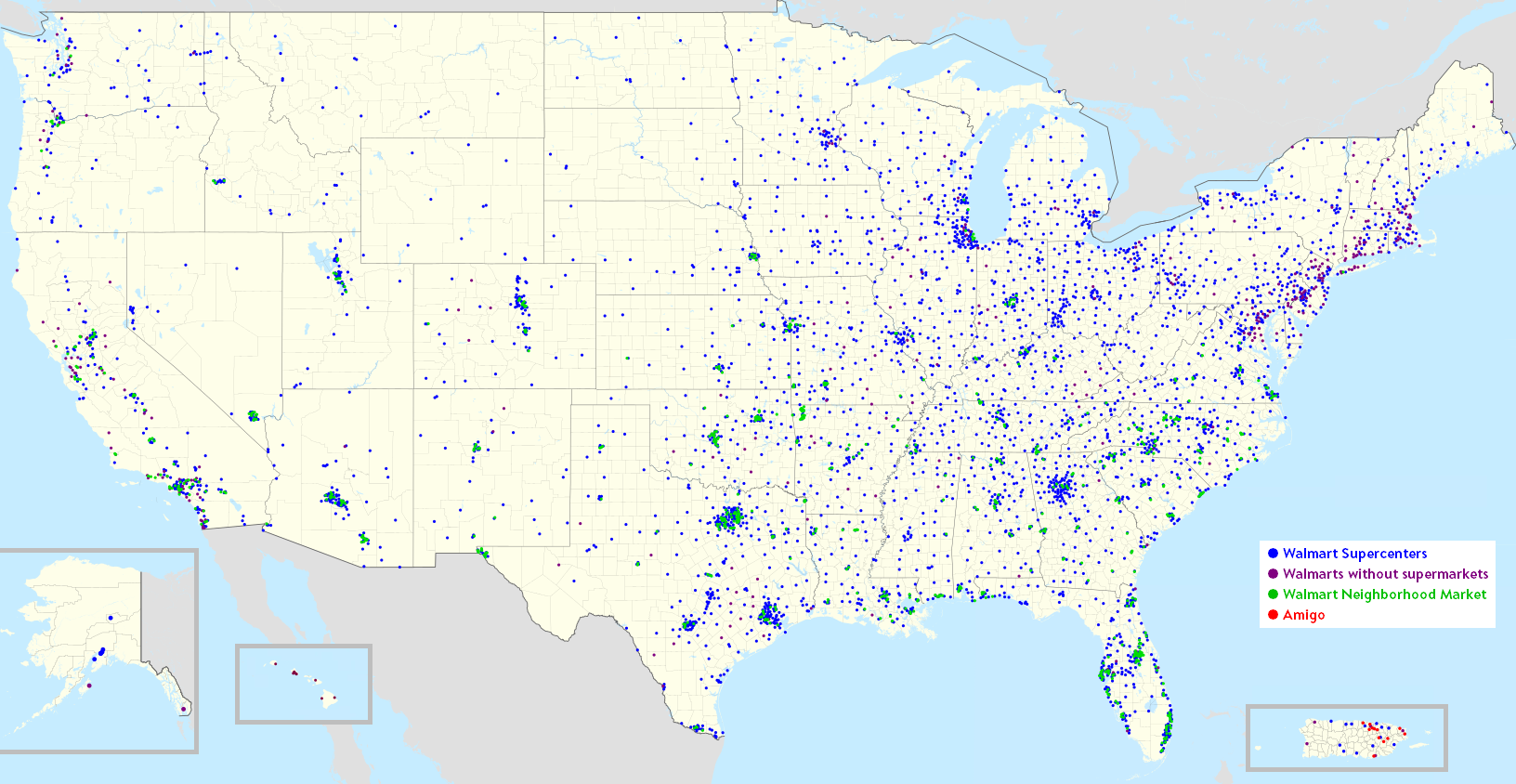
Mapa de las tiendas de Walmart en Estados Unidos, a diciembre de 2020

Walmart Stores U.S. es la división más grande de la empresa, que representa 258 mil millones de dólares (o un 63,8 por ciento) del total de las ventas de la empresa para el año financiero de 2010. Consta de tres formatos de minoristas que se han convertido en comunes en los Estados Unidos: tiendas de descuento (con la marca Walmart Discount Stores), hipermercados (con la marca Walmart Supercenter), y tiendas de ultramarinos (con la marca Walmart Market). 

#### Walmart Discount Stores

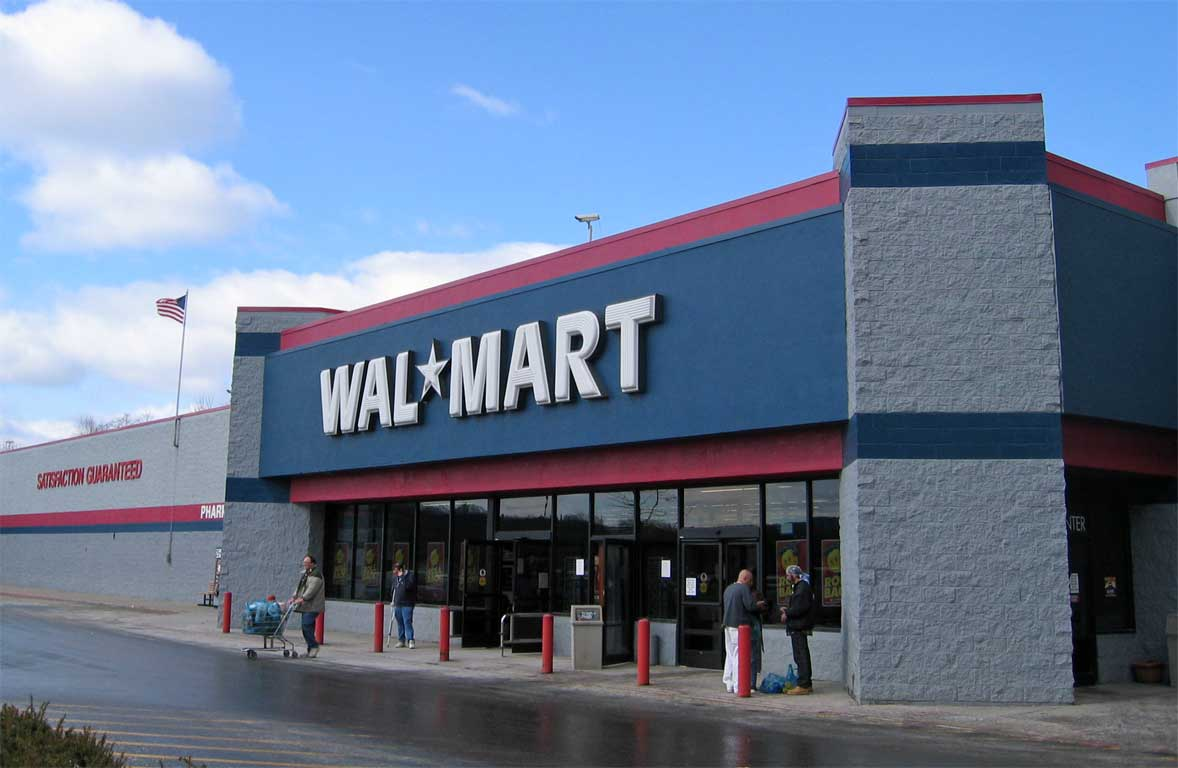
Una tienda de descuento de Walmart en Laredo, Texas.

Las Walmart Discount Stores son grandes almacenes de descuento con tamaños que varían de 51 000 pies cuadrados (4738,1 m²) a 224 000 pies cuadrados (20 810,3 m²), con un promedio alrededor de 102 000 pies cuadrados (9476,1 m²).
En 1990, Walmart abrió la primera ubicación de su cadena Bud's Discount City en Bentonville. Bud's operó como una tienda de liquidación, similar a Big Lots. Muchas ubicaciones se abrieron para cumplir con los arrendamientos en los centros comerciales, a medida que las tiendas Walmart dejaron y trasladaron a supercentros de nueva construcción. Todas las tiendas Bud's Discount City cerraron o se convirtieron en Walmart Discount Stores en 1997.
A partir de marzo de 2012, hay 629 tiendas de descuento Walmart en los Estados Unidos. En 2006, el más activo en el mundo fue uno en Rapid City, Dakota del Sur.

#### Walmart Supercenter

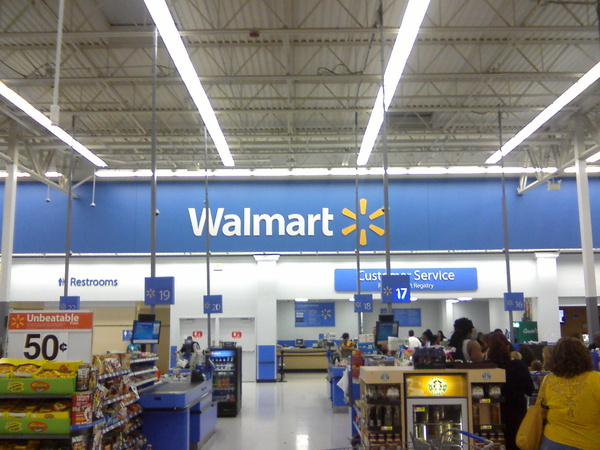
Una tienda remodelada Walmart Supercenter en Miami, Florida.

Los Walmart Supercenters son hipermercados con tamaños que varían de 98 000 pies cuadrados (9104,5 m²) a 261 000 pies cuadrados (24 247,7 m²), con un promedio alrededor de 197 000 pies cuadrados (18 301,9 m²). La primera tienda Walmart Supercenter abrió en 1988, en Washington, Misuri. Un concepto similar, Hypermart USA, se había introducido en Garland, Texas un año antes. Todas de las tiendas Hypermart USA fueron posteriormente cerradas o convertidas en Supercenters.
Desde marzo de 2012, hay 3 928 tiendas Walmart Supercenter en Estados Unidos. La más grande en los Estados Unidos abarca 260 000 pies cuadrados (24 154,8 m²) y dos pisos y se halla en Crossgates Commons, Albany, Nueva York.
Las tiendas Walmart Supercenter se han renombrado como simplemente Walmart debido a la introducción del logotipo actual en 2008. Tal es el caso en los establecimientos estadounidenses, pero no en Canadá.

#### Walmart Neighborhood Market

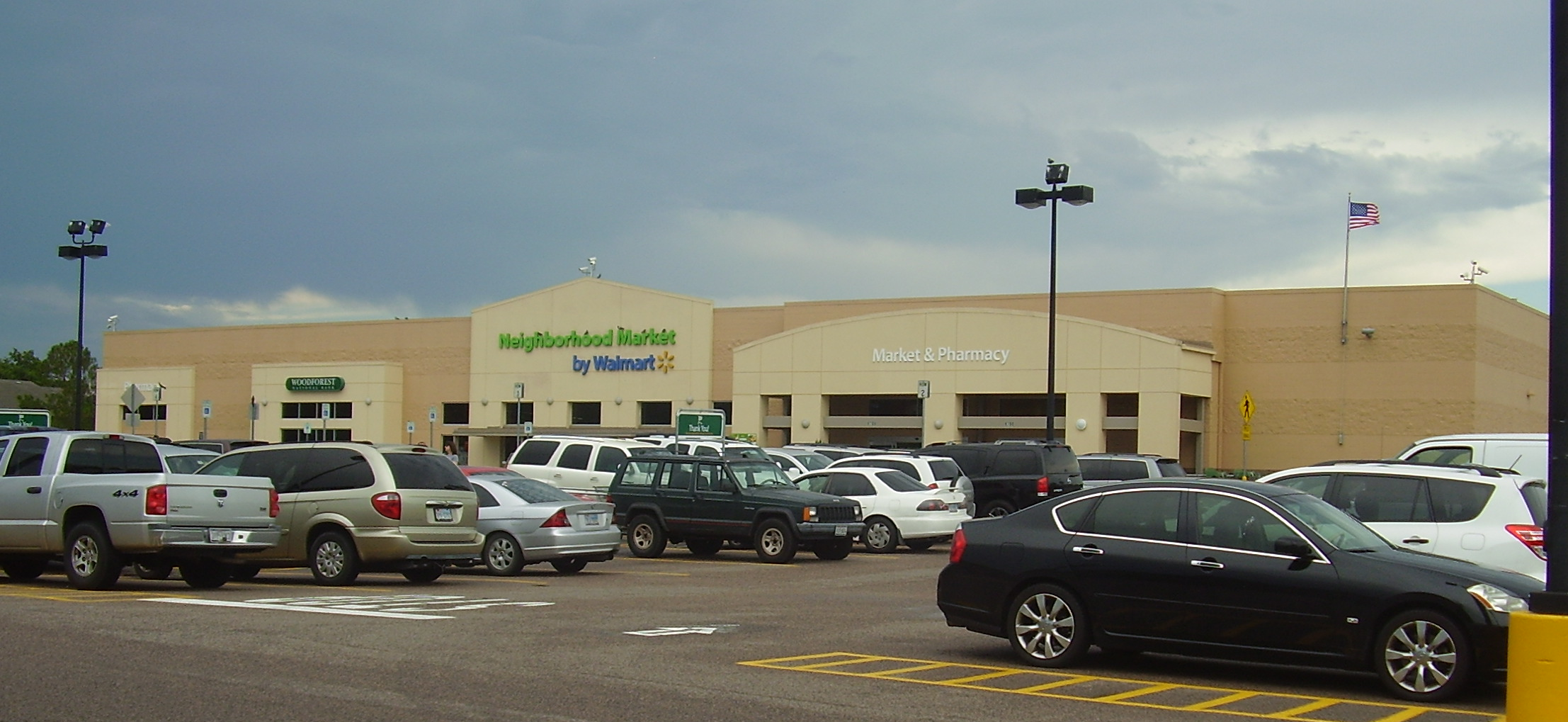
Una tienda Walmart Neighborhood Market en Houston, Texas.

Walmart Market es una cadena de tiendas de ultramarinos con un promedio de 42 000 pies cuadrados (3901,9 m²).
Con la marca original «Wal-Mart Neighborhood Market», la primera tienda abrió en 1998, en Bentonville, Arkansas. A partir de mayo de 2012, hay 199 Walmart Markets.

#### Supermercado de Walmart

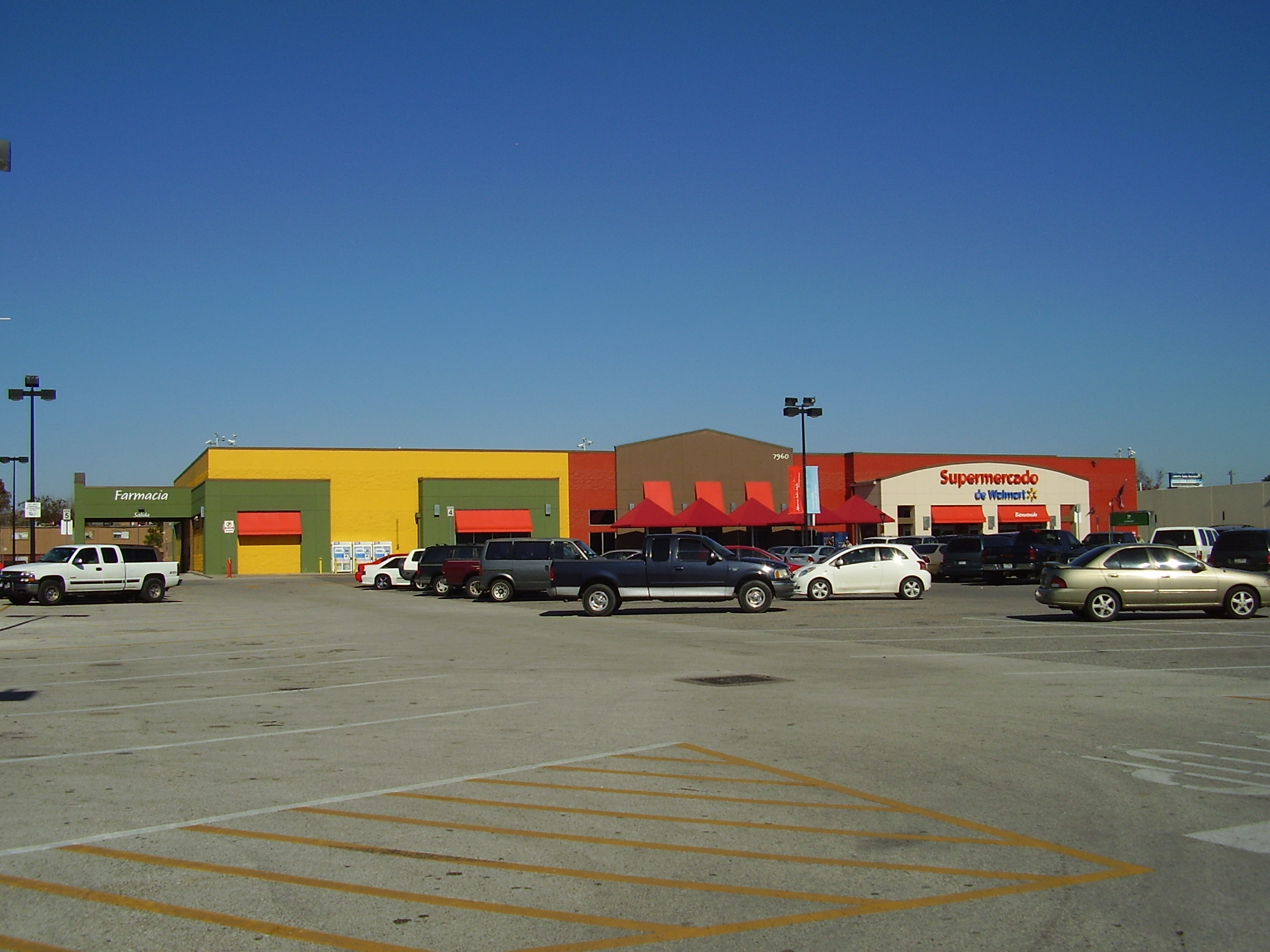
Un Supermercado de Walmart en Spring Branch, Houston.

Walmart abrió ubicaciones de «Supermercado de Walmart» para atraer a las comunidades hispanas en Estados Unidos. La primera, una tienda de 39 000 pies cuadrados (3623,2 m²) en el área Spring Branch de Houston, abrió el 29 de abril de 2009. Fue una conversión de una tienda existente de Walmart. Su inauguración fue la primera entrada de Walmart en el mercado de ultramarinos hispano en Houston. En 2009, se abrió otro Supermercado de Walmart en Phoenix.
Walmart también planificó abrir «Mas Club», una operación de almacén al por menor cuyo modelo se basa en el de Sam's Club.

#### Walmart Express
Walmart Express es una tienda de descuento más pequeño, y se centró en las ciudades pequeñas que se consideraban incapaces de soportar una tienda más grande, y en las grandes ciudades donde el espacio era escaso.

### Sam's Club

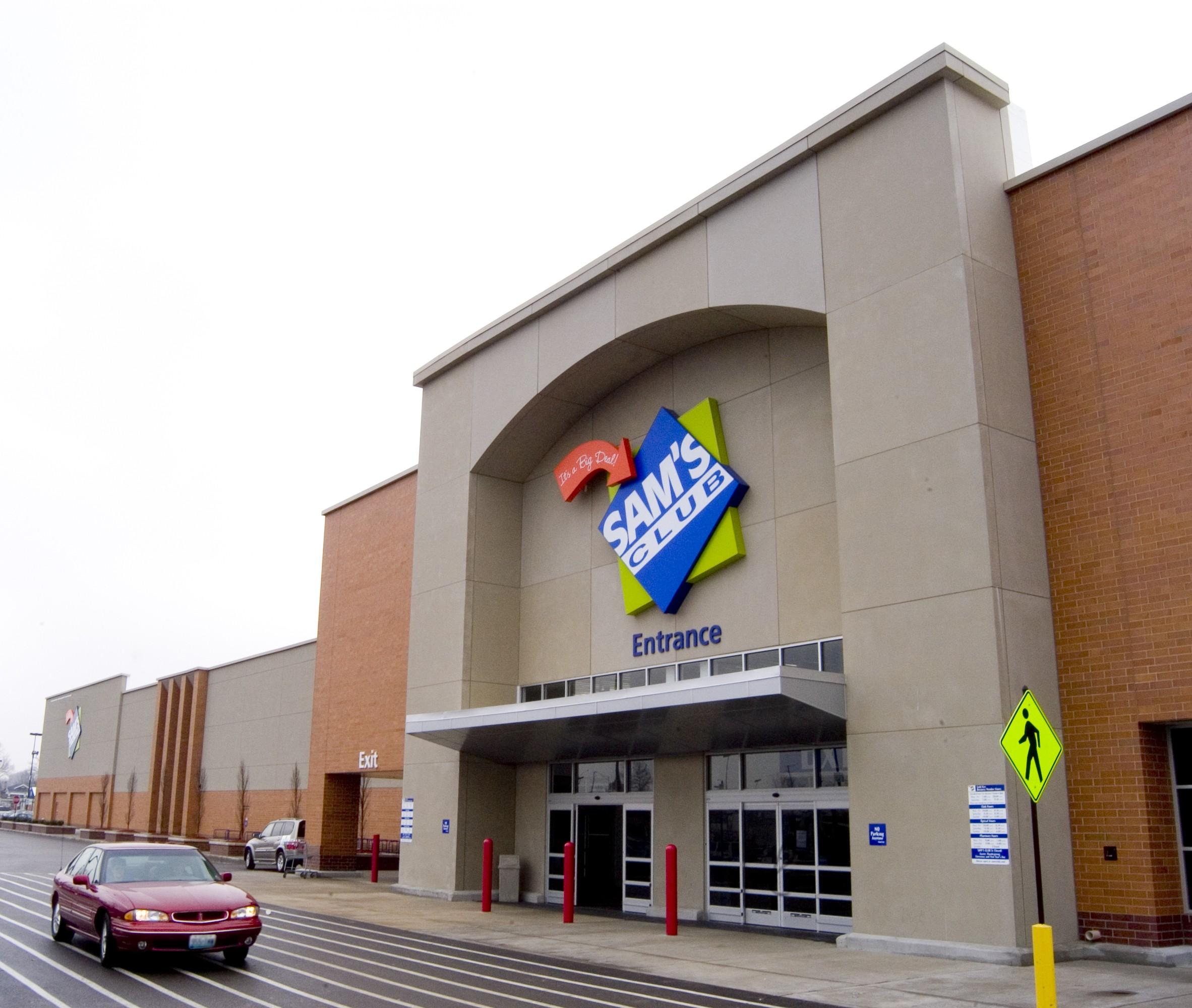
Una tienda típica de Sam's Club en Maplewood, Misuri.

Sam's Club es una cadena de clubes de almacenes que venden ultramarinos y mercancías generales, normalmente en grandes cantidades. Las tiendas de Sam's Club son tiendas de "membresía", y la mayoría de los clientes compran membresías anuales. Sin embargo, los que no son miembros pueden realizar compras ya sea mediante la compra de una membresía de un día o el pago de un suplemento basado en el precio de la compra. Algunas ubicaciones también venden gasolina. La primera tienda de Sam's Club abrió en 1983 en Midwest City, Oklahoma bajo el nombre «Sam's Wholesale Club».
Sam's Club ha encontrado un mercado de nicho en años recientes como un proveedor para las pequeñas empresas. Todas las tiendas Sam's Club están abiertas las primeras horas exclusivamente para los miembros de negocios, y su viejo eslogan era We're in business for small business («Estamos en el negocio para las pequeñas empresas»). Actualmente, el eslogan de Sam's Club es Savings made simple («Ahorro de forma sencilla»), porque la empresa intenta atraer a una base de miembros más diversa. En marzo de 2009, la empresa anunció que planea entrar en el negocio de la historia clínica electrónica, ofreciendo un paquete de software para los médicos en consultorios pequeños por $25 000. Walmart está asociando con Dell y eClinicalWorks.c en este nuevo negocio.
Las ventas de Sam's Club durante el año 2010 fueron de 47 mil millones de dólares, o un 11,5 % del total de las ventas de Walmart. A partir de marzo de 2012, hay 611 tiendas Sam's Club en Estados Unidos. Walmart también opera más de cien ubicaciones internacionales de Sam's Club en Brasil, China, México, y Puerto Rico.

### Walmart International

Mapa de las ubicaciones internacionales de Walmart (en rojo, países donde ya no está).

Las operaciones internacionales de Walmart actualmente comprenden 5400 tiendas y 550 000 trabajadores en 18 países fuera de los Estados Unidos. Existen operaciones de propiedad total en Canadá y Chile. Con 2,1 millones de empleados mundialmente, la empresa es el empleador privado más grande en los Estados Unidos y México, y uno de los empleadores más grandes en Canadá. En el año financiero de 2010, las ventas de la división internacional de Walmart fueron de 100 mil millones de dólares, o un 24,7 % del total de las ventas de la empresa.

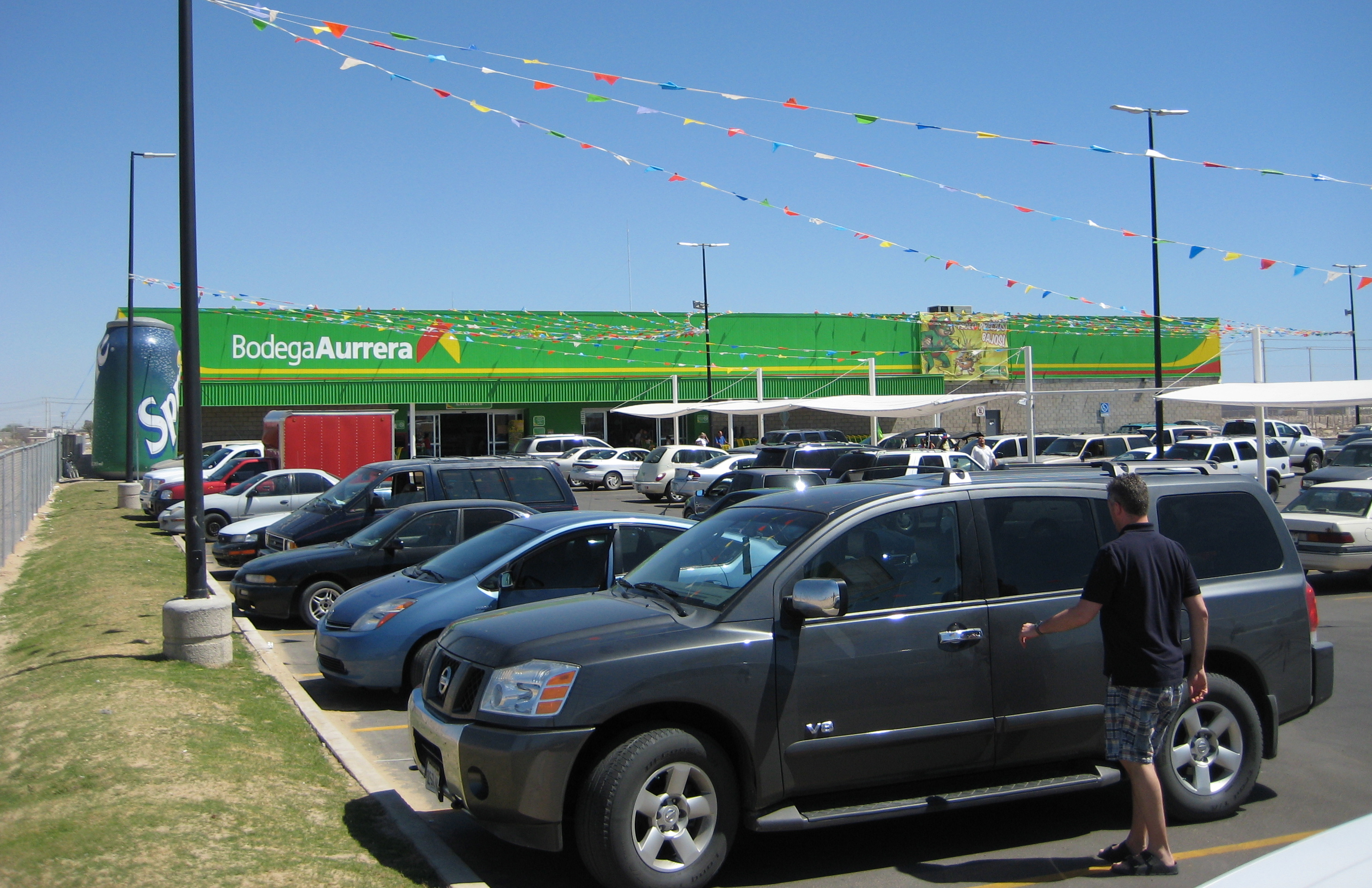
Una sucursal de Bodega Aurrerá en Puerto Peñasco, Sonora

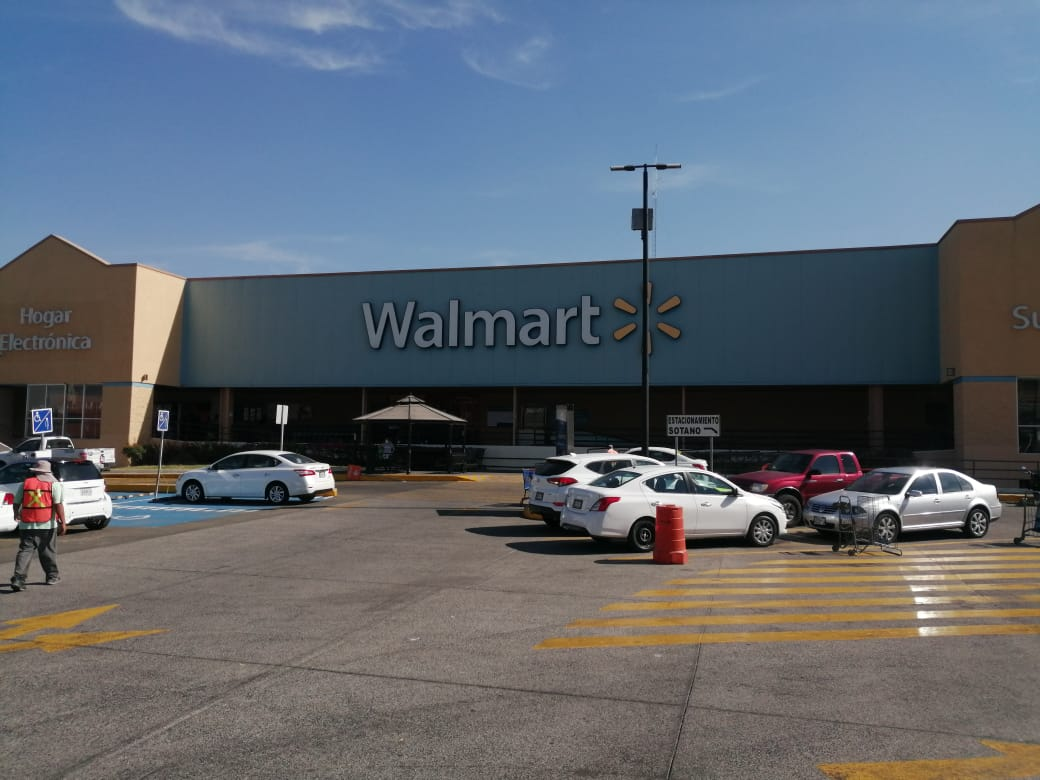
Una sucursal de Walmart supercenter en Zapopan, Jalisco

Walmart ha operado en Canadá desde su adquisición de 122 tiendas comprendiendo la cadena Woolco, una división de Woolworth Canada, Inc., en 1994. A partir de julio de 2010, opera más de 300 ubicaciones (incluyendo 100 supercentros) y emplea 82 000 canadienses, con una oficina local en Mississauga, Ontario. Los tres supercentros de Walmart Canada abrieron el 8 de noviembre de 2006, en Hamilton, London, y Aurora, Ontario. La ubicación centésima de Walmart Supercenter en Canadá abrió el 10 de julio de 2010, en Victoria, Columbia Británica. En 2010, Walmart Canada Bank fue introducido en Canadá, con el lanzó de la tarjeta Walmart Rewards MasterCard.
Fuera de los Estados Unidos, es en México donde tiene WalMart el mayor número de tiendas WalMart Supercenters, y más de 250 tiendas Sam's Club. Canadá ocupa el tercer lugar en número de tiendas WalMart. 
A mediados de los años 1990, Walmart trató conseguir un equilibrio en el mercado minorista de Alemania con una gran inversión financiera. En 1997, Walmart adquirió Wertkauf, una cadena de 21 supermercados, por 375 millones de euros, y en 1998, Walmart adquirió 74 tiendas de Interspar por 750 millones de euros.
El mercado alemán en ese momento era un oligopolio con alta competencia entre las empresas que también usaron una estrategia de precios más bajos, similar a Walmart. Debido a esto, la estrategia de precios bajos de Walmart no dio ninguna ventaja competitiva. Además, la cultura organizacional de Walmart no fue visto de manera positiva entre los empleados y clientes en Alemania, sobre todo porque la "declaración de ética" de la empresa limitó las relaciones entre sus empleados, y esto dio lugar a un debate público en los medios de comunicación, resultando en una mala reputación para Walmart entre sus clientes. Adicionalmente, el modelo Big Box, Low Price (literalmente, «Caja Grande, Precio Bajo») usado por Walmart, a pesar de ser una exitosa estrategia de precios en los Estados Unidos, no funcionó adecuadamente en Alemania.
En julio de 2006, Walmart anunció su retiro de Alemania debido a las pérdidas constantes. Las tiendas fueron vendidas a la empresa alemana Metro AG durante el tercer trimestre fiscal de Walmart. Walmart no reveló las pérdidas en su inversión malograda alemana, pero se estimaron cerca de 3 mil millones de euros. Al mismo tiempo, los competidores de Walmart en Alemania fueron capaces de aumentar sus cuotas de mercado.

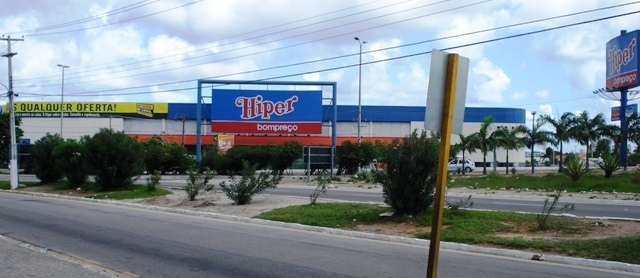
Bompreço en Natal, Río Grande del Norte.

En 1995 desembarcó en la Argentina abriendo su primera tienda en Avellaneda. En 2020 la cadena estadounidense anunció su salida de la Argentina y fue vendida por el empresario colomboargentino Francisco de Narváez, las antiguas sucursales de la filial pasó a denominar ChangoMâs.
En 2004, Walmart adquirió Bompreço, una cadena de supermercados en el noreste de Brasil con 116 tiendas preexistentes. A finales de 2005, tomó control de las operaciones brasilianas del Sonae Distribution Group a través de su filial nuevo, WMS Supermercados do Brasil, así adquiriendo el control de las cadenas de supermercados Nacional y Mercadorama, los líderes en los estados de Río Grande del Sur y Paraná, respectivamente. Ninguna de estas tiendas fue renombrada para reflejar su nueva propiedad; todas ellas mantuvieron sus marcas originales. A partir de abril de 2010, Walmart opera 64 tiendas Super Bompreço y 33 tiendas Hiper Bompreço. También opera 45 Walmart Supercenters, 24 tiendas Sam's Club, y 101 tiendas Todo Dia. Con las adquisiciones de Bompreço y Sonae, en 2010 Walmart llegó a ser la tercera mayor cadena de supermercados en Brasil por términos de su número de tiendas, detrás de Carrefour y el Grupo Pão de Açúcar. Walmart Brasil, la empresa operativa, tiene su oficina principal en Barueri en el estado de São Paulo, y también tiene oficinas regionales en Curitiba, Paraná; Porto Alegre, Río Grande del Sur; Recife, Pernambuco; y Salvador de Bahía.Walmart mantiene los nombres de las liendas que hay comprado en Brasil, por su patrón de tienda ser considerado en Brasil de baja calidad, muy inferior a sus competidores locales Pao de Acucar y Carrefour.
En noviembre de 2006, Walmart anunció que había llegado a un acuerdo con el conglomerado empresarial Bharti Enterprises para abrir tiendas minoristas en India. Debido a que las corporaciones extranjeras no se les permitieron directamente entrar el sector minorista en India, Walmart operó a través de franquicias y manejó el extremo de venta al por mayor. La asociación involucra a dos empresas conjuntas; Bharti maneja los asuntos mayores, incluyendo la inauguración de tiendas minoristas, mientras Walmart maneja los asuntos menores, tales como cadenas de frío y logística. Bharti Walmart opera sus tiendas en India bajo el nombre «Best Price Modern Wholesale». La primera tienda abrió en Amritsar en mayo de 2012. El 14 de septiembre de 2012, el gobierno de India aprobó la inversión extranjera directa en ventas al por menor, sujeto a aprobaciones por los estados individuales, efectivo el 20 de septiembre de 2012. En una entrevista con The Wall Street Journal, Scott Price, el presidente y consejero general de Walmart Asia, declaró que Walmart sería capaz de abrir tiendas en India desde un marco temporal de dos años. Price también dijo que la empresa espera continuar su asociación con Bharti Enterprises en operar Best Price Modern Wholesale. La expansión de Walmart a India se enfrentó a unos problemas significantes. En noviembre de 2012, Walmart admitó a gastar 25 millones de dólares presionando al Congreso, lo que convencionalmente se considera soborno en India. Walmart está conduciendo una investigación interna de violaciones potenciales de la Ley de Prácticas Corruptas en el Extranjero. Bharti Walmart suspendió un número de empleados, incluyendo su director financiero y equipo legal, con el intento de asegurar una investigación completa. La suspensión centró su atención en Bharti Walmart como parte de un debate más amplio sobre la conveniencia de permitir IED para marcas múltiples en India. La aprobación de la IED en el 20 de septiembre de 2012 fue impugnada por los partidos de oposición y estrechamente aprobada en una votación parlamentaria polémica a principios de diciembre.

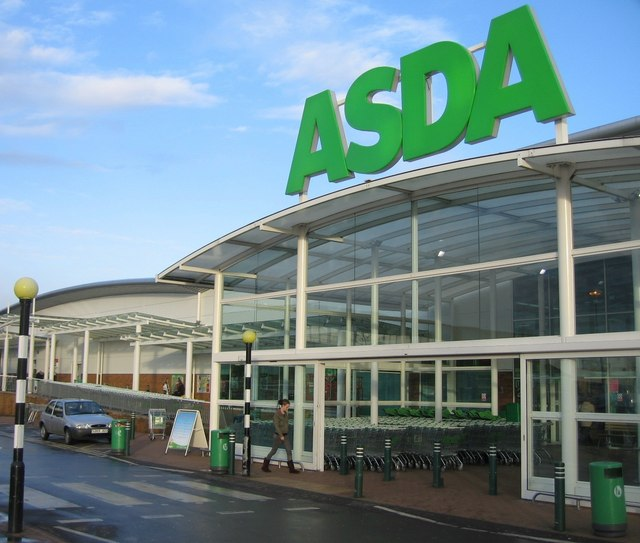
ASDA, el filial de Walmart en el Reino Unido.

Las ventas en 2006 para el filial de Walmart en el Reino Unido, ASDA (que conserva el nombre que tenía antes de su adquisición por Walmart), representaron el 42,7 por ciento de las ventas de la división internacional de Walmart. A diferencia de las operaciones de Walmart en Estados Unidos, ASDA era originalmente y sigue siendo principalmente una cadena de supermercados, pero con un mayor énfasis en productos no alimenticios en comparación con la mayoría de las cadenas de supermercados del Reino Unido, con la excepción de Tesco. En, ASDA tenía 523 tiendas, incluyendo las 147 tiendas de Netto a partir de la adquisición de esta cadena en 2010. Además de las pequeñas tiendas suburbanas de ASDA, las grandes tiendas se denominan Asda Walmart Supercentres, así como Asda Superstores y Asda Living.
Además de sus operaciones internacionales de propiedad absoluta, Walmart tiene empresas conjuntas en China y varios filiales de propiedad mayoritaria. En México, Walmart de México y Centroamérica (Walmex) es el filial local con participación mayoritaria de la empresa. En Japón, Walmart posee el 100 % del Seiyu Group a partir de 2008. Adicionalmente, Walmart posee un 51 por ciento de la Central American Retail Holding Company (CARHCO), que consta de más de 360 supermercados y otras tiendas en Guatemala, El Salvador, Honduras, Nicaragua y Costa Rica.
En 2008, Walmart nombró el empresario alemán Stephan Fanderl presidente de Walmart Emerging Markets-East «en un esfuerzo para explorar oportunidades de negocios al por menor en Rusia y los mercados vecinos». El mercado se estima en un valor de más de 140 mil millones de dólares estadounidenses al año en las ventas de alimentos por sí solos.

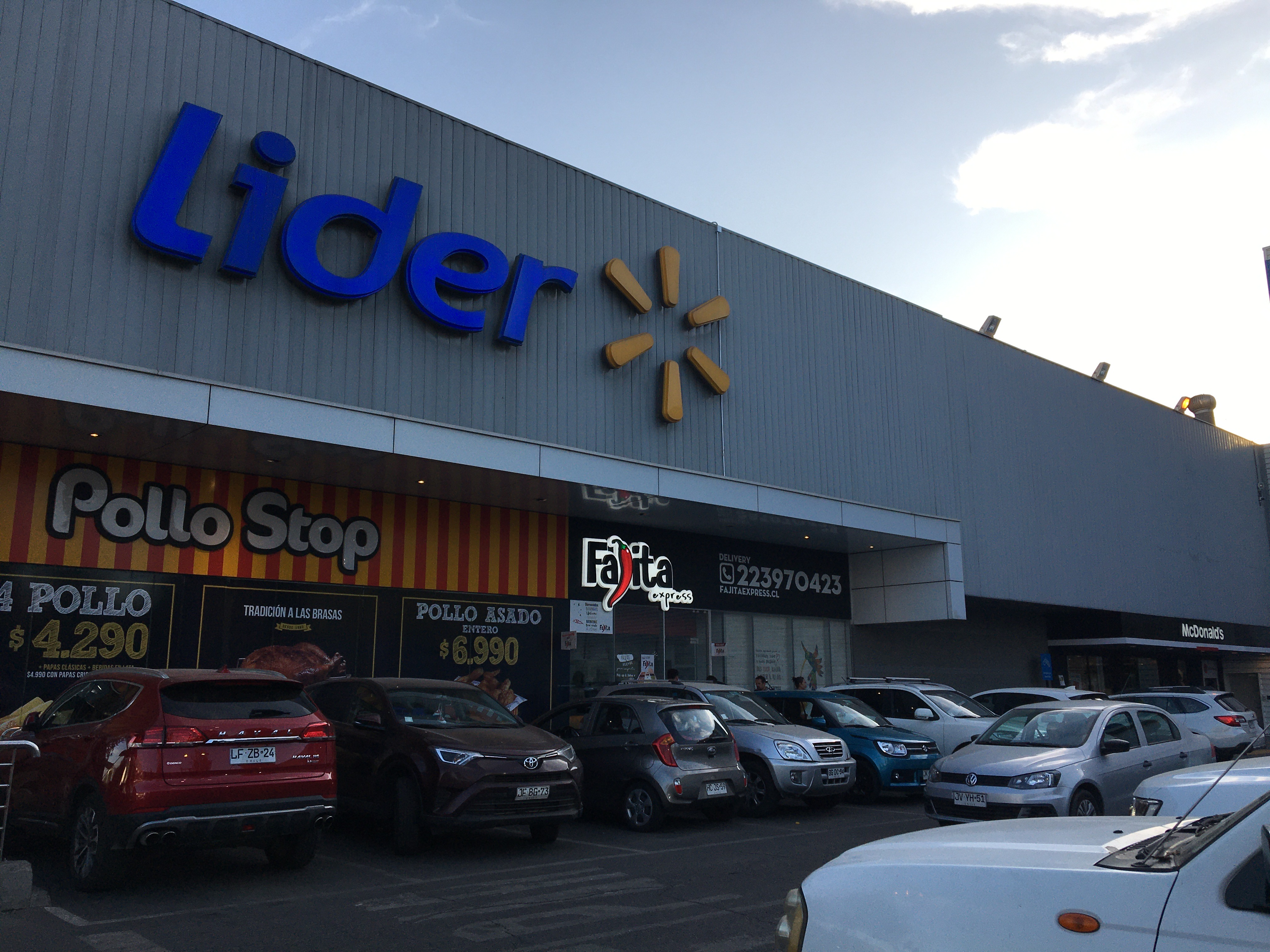
Líder, una de las marcas con las que Walmart opera en Chile.

En enero de 2009, la empresa adquirió la participación mayoritaria de la empresa principal relacionada con el retail en Chile, Distribución y Servicios S.A. (D&S), que es la propietaria de los Hipermercados Líder, Express Líder, Supermercados Ekono, Super Bodega aCuenta, Walmart Chile Servicios Financieros (Presto), y Walmart Chile Inmobiliaria (propietaria de los centros comerciales). En 2010, D&S cambió su nombre a Walmart Chile.
El 28 de septiembre de 2010, Walmart anunció que iba a comprar Massmart Holdings Ltd. de Johannesburgo, Sudáfrica, en un acuerdo por valor de más de 4 mil millones de dólares, dando a la empresa sus primeras tiendas en África.
En diciembre de 2011, Walmart no confirmó ni negó las especulaciones de que estaba analizando oportunidades en Pakistán. «No hemos hecho ningún anuncio sobre Pakistán», dijo Megan Murphy, la gerente internacional de asuntos corporativos de Walmart, en un correo electrónico. Walmart no hace comentarios sobre especulaciones de mercado de entrada, añadió. Murphy, sin embargo, dijo que las prioridades de la empresa son «concentrarse en los mercados donde ya tenemos operaciones y buscar oportunidades de crecimiento en mercados donde los clientes quieren vernos y cuando tenga sentido para nuestro crecimiento a largo plazo».
En febrero de 2012, Walmart anunció que la empresa había elevada su participación al 51 por ciento en Yihaodian, un supermercado en línea de origen chino, para explotar su riqueza de consumo creciente y ayudar a la ofrecimiento de más productos. La expansión de la participación está sujeta a la aprobación regulatoria del gobierno chino.
Un informe de investigación publicado en The New York Times en abril de 2012 informó que un ejecutivo anterior de Walmart de México alegó que, en septiembre de 2005, Walmart de México había pagado sobornos a través de los fijadores locales, denominados gestores, a los funcionarios a lo largo de México con el fin de obtener permisos de construcción, información, y otros favores. Los investigadores de Walmart encontraron evidencia creíble de que las leyes mexicanas y estadounidenses se habían transgredido. Se expresó preocupación de que los ejecutivos de Walmart en los Estados Unidos "silenciaron" las acusaciones. Según se informa, los sobornos fueron entregados para obtener rápidamente los permisos de construcción, lo que le dio a Walmart una ventaja sustancial superior a sus competidores comerciales. Un estudio de seguimiento realizado y publicado por The New York Times el 17 de diciembre de 2012 reveló pruebas de que el permiso reglamentario para la localización, construcción y operación de diecinueve tiendas se había obtenida mediante soborno. Había pruebas de que un soborno de $52.000 se pagó para cambiar un mapa de zonificación, lo que permitió la inauguración de una tienda Walmart una milla de un sitio histórico en San Juan Teotihuacán. Después de que el primer artículo fue publicado, Walmart lanzó un comunicado negando las alegaciones y describiendo su política de lucha contra la corrupción. Mientras que un informe oficial de Walmart afirma que no encontró evidencia de la corrupción, el artículo afirma que los informes internos previos se había convertido en realidad por esas pruebas antes de que la historia se hizo pública. Adam Hartung, un contribuyente para la revista Forbes, también hizo una alusión que el escándalo de soborno fue un reflejo de «gestión seria y problemas de estrategia», Walmart afirmando que «[l]os escándalos ahora son comunes... [c]ada escándalo señala que la estrategia de Walmart es más difícil de navegar y se enfrenta a grandes problemas.»
En diciembre de 2012, hay investigaciones internas en curso sobre violaciones posibles de la Ley Federal de Prácticas Corruptas. Walmart ha invertido 99 millones de dólares en las investigaciones internas, las cuales se han expandido más allá de México para implicar operaciones en China, Brasil e India. El caso ha añadido más leña al debate sobre si la inversión extranjera se traducirá en una mayor prosperidad, o si solamente permite un comercio local minorista y política económica que se hará cargo por «intereses financieros y empresariales en el extranjero».

### Vudu
En febrero de 2010, la empresa acordó la compra de Vudu, una empresa de Silicon Valley fundada en 2007, cuyo servicio de películas en línea se está construyendo en un número creciente de televisores y reproductores de Blu-ray. Los términos de la adquisición no fueron revelados, pero una persona con conocimiento de la operación dijo que el precio de la empresa, que recaudó 60 millones de dólares en capital, era de más de 100 millones de dólares. Es el tercer servicio de películas en línea más popular, con una cuota de un 5,3 % del valor comercial de la empresa.

### Marcas de walmart dentro de la industria
Alrededor del 40 % de los productos que se venden en Walmart tienen marcas blancas, es decir, se ofrecen por Walmart y se producen a través de contratos con los fabricantes. Walmart comenzó a ofrecer marcas blancas en 1991 con el lanzamiento de Sam's Choice, una marca de bebidas producidas exclusivamente para Walmart por Cott Beverages. Sam's Choice rápidamente se hizo popular y en 1993 se convirtió en la tercera marca de bebidas más popular en los Estados Unidos. Otras marcas de Walmart incluyen Great Value y Equate en los EE. UU. y Canadá, Smart Price en Gran Bretaña y Líder, Acuenta y Selección en Chile. Un estudio de 2006 habló que «la magnitud de Walmart parece mantenerse en la mente de los compradores cuando se trata de la conciencia de marca de distribución y minoristas».

### Entretenimiento
En 2010, la empresa asoció con Procter & Gamble para producir Secrets of the Mountain y The Jensen Project, películas familiares de dos horas en donde los personajes utilizan productos de Walmart y Procter & Gamble. The Jensen Project también contó con un adelanto de un producto que se lanzaría en varios meses en las tiendas de Walmart. Una tercera película, A Walk in My Shoes, también se emitió en 2010, y una cuarta está en producción. El director de marketing de marcas para Walmart también sirve como el coejecutivo de la Alliance for Family Entertainment («Alianza para Entretenimiento Familiar») de la Association of National Advertisers.

## Controversias y polémicas
Ha sido criticado por grupos e individuos, incluyendo los sindicatos y defensores de ciudades pequeñas que protestan contra Walmart políticas y prácticas comerciales y sus efectos. Las críticas incluyen cargos de discriminación racial y de género, abastecimiento de productos extranjeros, tratamiento de proveedores de productos, prácticas ambientales, el uso de agrotóxicos, el uso de subsidios públicos y el espionaje de la compañía a sus empleados. Walmart niega haber actuado mal y dice que los precios bajos son el resultado de la eficiencia.
Durante el 8 de diciembre de 2019, En Canadá, han lanzado un pulover de papá noel inhalando cocaína, en ese momento, pidieron disculpas por el incidente. Eso también sucedió en Colombia y Argentina.

## Asuntos corporativos

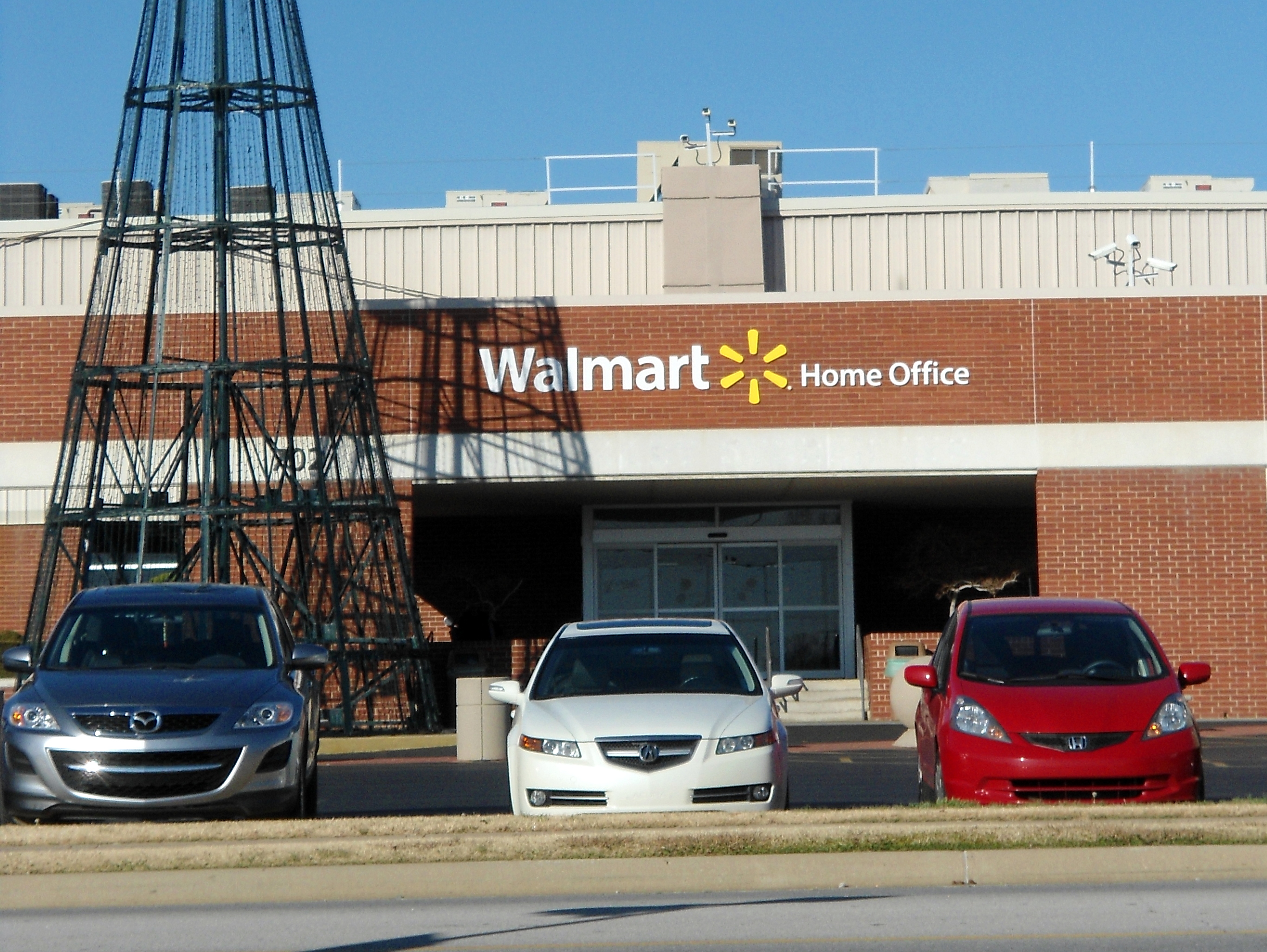
La oficina de Walmart en Bentonville, Arkansas.

Walmart tiene su sede en un complejo de oficinas en Bentonville, Arkansas. El modelo de negocio de la empresa se basa en la venta de una amplia variedad de mercadería en general a «precios siempre bajos». Refiere a sus empleados como «asociados». Todas las tiendas Walmart en los EE. UU. y Canadá también tienen empleados llamados greeters (literalmente, «saludadores») designados a la entrada de la tienda, una práctica iniciada por el fundador de la empresa, Sam Walton, y posteriormente copiada por otros minoristas. Los greeters se entrena para ayudar a los compradores y responder a sus preguntas. Durante muchos años, los asociados fueron identificados en la tienda por sus chalecos azules, pero esto fue descontinuado en junio de 2007, a favor de una mirada más moderna y más profesional, con pantalones caqui y camisas de polo. El cambio de vestuario fue parte de una reestructuración corporativa más grande de la tienda, en un esfuerzo para aumentar las ventas y rejuvenecer su cotización.
A diferencia de muchos otros minoristas, Walmart no carga una cuota de asignación de fechas a los proveedores para la aparición de sus productos en las tiendas. Más bien, concentra en la venta de productos más populares y ofrece incentivos para la descontinuación de productos menos populares por gerentes de tienda, así como solicitar productos más populares.
El 14 de septiembre de 2006, la empresa anunció que eliminaría su programa de layaway, citando el uso decreciente y aumento de los costos. Layaway cesó ser ofrecido el 19 de noviembre de 2006, y Walmart ahora concentra en otras opciones de pago. La ubicación layaway en la mayoría de las tiendas se utiliza ahora para el programa Site-to-Store de Walmart, que le permite a los clientes en línea de la empresa comprar productos en línea con una opción de envío gratis, y con las mercancías enviadas a la tienda más cercana para recogida.
Maggie Sans, quien representan a Walmart, sentó en el Consejo de la Empresa Privada como la Secretaria del Consejo de Intercambio Legislativo estadounidense. Cuando Walmart anunció la suspensión de su membresía en la organización, Sans dijo:

Anteriormente, hemos expresado nuestra preocupación por la decisión del Consejo para opinar sobre cuestiones que se apartan de su misión fundamental «para avanzar en los principios jeffersonianos de los mercados libres». Creemos que la brecha entre estas actividades y nuestro propósito como empresa ha vuelto demasiado ancho. Para ello, estamos suspendiendo nuestra membresía en el Consejo de Intercambio Legislativo.

### Finanzas y gobernabilidad
Para el año fiscal que finalizó el 31 de enero de 2011, Walmart reportó un beneficio neto de 15,4 mil millones de dólares, 422 mil millones de dólares en ingresos, y un margen de beneficio de un 24,7 por ciento. Las operaciones internacionales de la corporación representaron 109,2 mil millones de dólares, o un 26,1 por ciento, de las ventas totales. Es la decimoctava corporación pública más grande en el mundo, de acuerdo con el listado Forbes Global 2000, y la mayor corporación pública cuando clasificada en orden de sus ingresos.
Walmart está administrada por una junta de administración con quince miembros, elegidos anualmente por accionistas. S. Robson Walton, el hijo mayor del fundador Sam Walton, sirve como presidente de la junta. Michael T. Duke sirve como el director ejecutivo, y su predecesor, Lee Scott, sirve como presidente de la Comisión Ejecutiva de la Junta. Otros miembros de la junta son Aída Álvarez, Jim Breyer, M. Michele Burns, James Cash, Jr., Roger Corbett, Douglas Daft, David Glass, Marissa Meyer, Gregory B. Penner, Allen Questrom, Arne M. Sorenson, Jim Walton, Christopher J. Williams, y Linda S. Wolf. Sam Walton falleció en 1992. Después de la muerte de Walton, Don Soderquist, Director de Operaciones y Vicepresidente Senior, llegó a ser conocido como el «Guardián de la Cultura».
Algunos exmiembros notables de la junta son Hillary Rodham Clinton (1985-1992) y Tom Coughlin (2003-2004): este último sirvió como Vicepresidente. Clinton dejó la junta antes de la elección presidencial de Estados Unidos de 1992, y Coughlin dejó en diciembre de 2005 después de declararse culpable de fraude y evasión fiscal por el robo de cientos de miles de dólares de Walmart. El 11 de agosto de 2006, fue condenado a 27 meses de arresto domiciliario y cinco años de libertad condicional, y se le ordenó pagar 411 000 USD en concepto de indemnización.

### Competencia
En América del Norte, la competencia principal de Walmart incluye grandes almacenes, incluyendo Kmart Corporation, Target Corporation, Shopko, y Meijer en Estados Unidos; Zellers, Hart Stores, Real Canadian Superstore, y Giant Tiger en Canadá; y Comercial Mexicana, Organización Soriana, S-Mart y Alsuper Store en México. Los competidores de su división Sam's Club incluyen Costco y BJ's Wholesale Club, el segundo de los cuales opera principalmente en el este de Estados Unidos, y en México los competidores incluyen Costco México y City Club. Cuando Walmart entró en el negocio de abarrotes a finales de los años 1990, impugnó cadenas de supermercados, tanto en Estados Unidos como en Canadá. Varios minoristas más pequeños, principalmente tiendas de todo a 100 como Family Dollar y Dollar General, han sido capaces de encontrar un mercado nicho y competir con éxito contra Walmart por ventas a los consumidores domésticos. En 2004, Walmart respondió a esto, poniendo a prueba su propio concepto de un almacén del dólar: una subsección en algunas tiendas, llamado "Pennies-n-Cents".
Walmart también tuvo competencia feroz en los mercados extranjeros. Por ejemplo, en Alemania había capturada sólo un 2 por ciento del mercado de alimentos en ese país después de su entrada en esto en 1997, y permaneció un "jugador secundario" detrás de Aldi, con una cuota de un 19 por ciento. En julio de 2006, Walmart anunció su retiro de Alemania. Sus tiendas fueron vendidas a la empresa alemana Metro AG. Walmart continúa hacer bien en el Reino Unido, y su filial en ese país, ASDA, es la segunda mayor cadena detrás de Tesco.
En mayo de 2006, después de entrar en el mercado de Corea del Sur en 1998, Walmart vendió todos sus 16 ubicaciones en ese país a Shinsegae, un minorista local, por 882 millones de dólares. Shinsegae convirtió las tiendas Walmart en tiendas E-Mart.
Wal-Mart luchó en exportar su marca a otros lugares, rígidamente tratando de reproducir su modelo ultramar. En China, Walmart espera tener éxito al adaptar y hacer cosas preferibles a los ciudadanos chinos. Por ejemplo, cuando se encontró que los consumidores chinos prefieren elegir su propio pescado y marisco vivo, las tiendas comenzaron mostrar la carne descubierta e instalaron tanques de peces, llevando a mayores ventas.

### Base de clientes

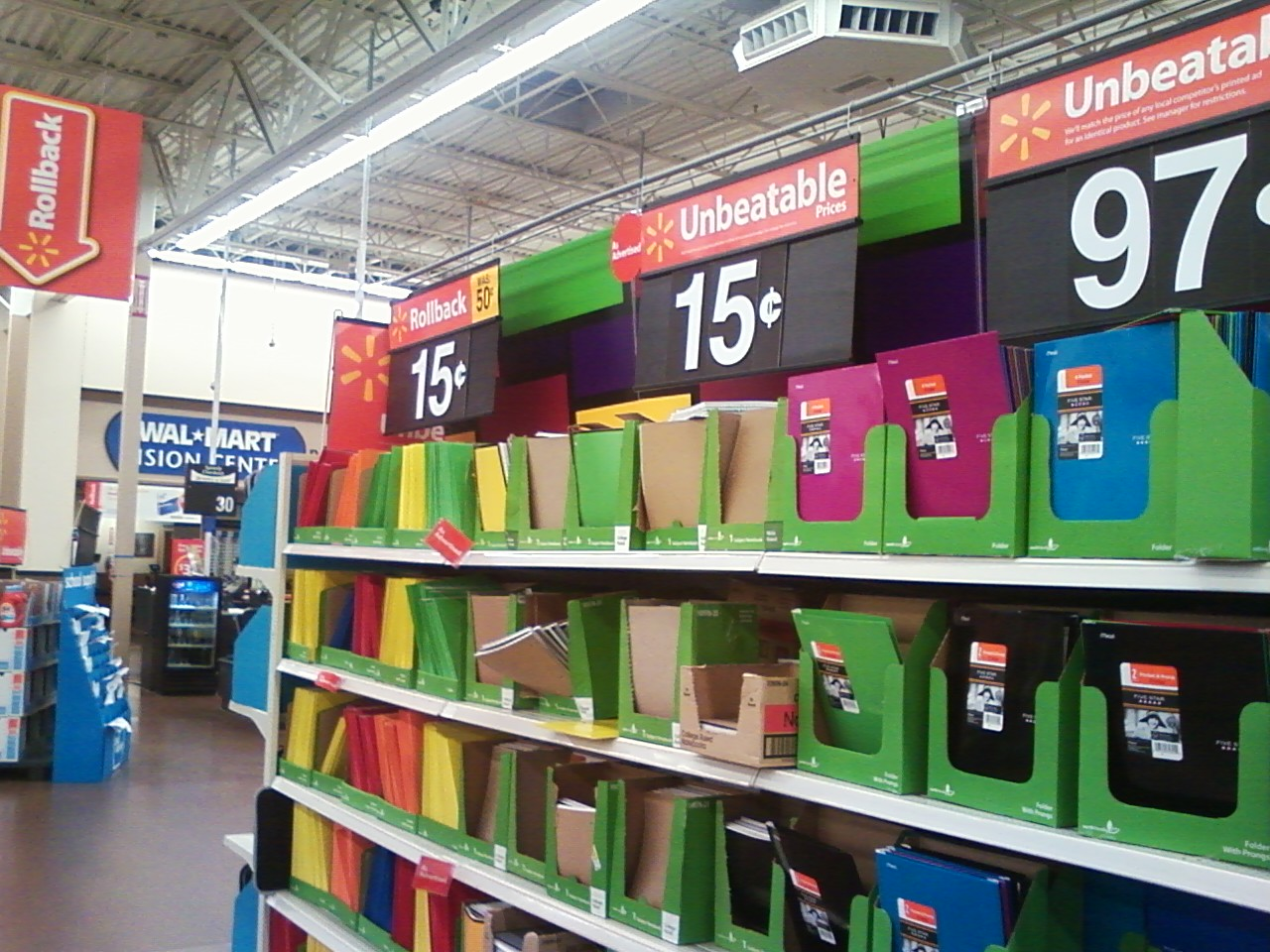
Un precio de 15 centavos en las carpetas y los cuadernos

Los clientes de Walmart dan precios bajos como la razón más importante para hacer compras allí, reflejando la lema publicitaria Low prices, always («Precios bajos, siempre») que Walmart usó desde 1962 hasta 2006. El ingreso promedio de los clientes de Walmart en los EE. UU. está por debajo de la media nacional, y los analistas estimaron recientemente que más de una quinta parte de ellos carecen de una cuenta bancaria, el doble de la tasa nacional.[cita requerida] Un informe financiero de Walmart en 2006 también indicó que los clientes de Walmart son sensibles a los costos de servicios públicos y de los precios del gas. Una encuesta indicó que después de las elecciones presidenciales de Estados Unidos de 2004, entre los votantes quienes compraron en Walmart una vez por cada semana, un 76 por ciento de ellos votaron para George W. Bush, mientras que sólo un 23 por ciento apoyaron el senador John Kerry. Cuando se midieron contra los clientes de otras tiendas similares en los EE. UU., los clientes frecuentes de Walmart se calificaron los conservadores más políticas.
En 2006, Walmart tomó medidas para ampliar su base de clientes en Estados Unidos, anunciando una modificación en sus tiendas estadounidenses, fuera de la estrategia de comercialización de "talla única para todos" a favor de una diseñada para «reflejar cada uno de los seis grupos demográficos - los afroamericanos, los ricos, los hispanos, y habitantes de los suburbios y las zonas rurales». Unos seis meses después, introdujo un nuevo lema: «Ahorramos dinero a la gente para que pueda vivir mejor.» Esto refleja los tres grupos principales en los que Walmart clasifica sus 200 millones de clientes: «aspiracionales de marca» (personas de bajos ingresos quienes están obsesionados con nombres como KitchenAid), «personas sensibles a los precios afluentes» (compradores ricos a quienes les gustan las ofertas), y «compradores de precio-valor» (personas a quienes les gustan los bajos precios y no pueden permitirse mucho más). Walmart también ha dado pasos para atraer a los clientes más liberales, por ejemplo, al rechazar las recomendaciones de la American Family Association y vender el DVD de Brokeback Mountain, una película sobre amor entre dos vaqueros homosexuales en Wyoming.

### Impacto económico
Kenneth Stone, un profesor de economía en la Universidad Estatal de Iowa, en un artículo publicado en Farm Foundation en 1997, encontró que algunas ciudades pequeñas pueden perder casi la mitad de su comercio al por menor dentro de diez años después de la inauguración de una tienda Walmart. Comparó los cambios en los competidores anteriores con los cuales las tiendas en pequeñas ciudades se han enfrentada en el pasado, desde el desarrollo de los ferrocarriles y el catálogo de Sears Roebuck hasta centros comerciales. Llegó a la conclusión de que los pueblos pequeños se ven más afectados por las «tiendas de descuento con mercancía en masa» que las grandes ciudades, y que los propietarios que se adaptan a cambios en el mercado minorista pueden «coexistir e incluso prosperar en este tipo de ambiente».
Un estudio encontró que la entrada de Walmart en un nuevo mercado tiene un impacto profundo en su competencia minorista. Cuando un Walmart abre en un nuevo mercado, las ventas medias bajan un 40 % en tiendas similares de gran volumen, un 17 % en los supermercados, y un 6 % en las farmacias, según un estudio realizado en junio de 2009 por investigadores de varias universidades y dirigido por la Tuck School of Business de Dartmouth College. Un estudio de la Universidad Loyola Chicago sugiere que el impacto de una tienda Walmart en una empresa local se correlaciona con la distancia a esa tienda. El líder de este estudio admite que este factor es más fuerte en las ciudades más pequeñas y no se aplica a las zonas más urbanas, y dice: «Sería tan difícil concretar qué pasa con Walmart.»
Un artículo publicado en junio de 2006 por la organización libertaria Instituto Mises sugiere que Walmart tiene un impacto positivo en las pequeñas empresas. Sostuvo que aunque los precios bajos de Walmart causaron el cerrado de unos negocios existentes, la cadena también ha creada nuevas oportunidades para otras pequeñas empresas, y por lo que «el proceso de destrucción creativa desatada por Walmart no tiene un impacto estadísticamente significativo en el volumen global del sector de la pequeña empresa en los Estados Unidos».
Por la preocupación de los puestos de trabajo, según un estudio encargado por Walmart con la firma consultora Global Insight, con la presencia de las tiendas de Walmart, las familias trabajadoras ahorran más de 2500 dólares estadounidenses por cada año, mientras que la más de 210 000 puestos de trabajo se crean en los EE. UU. Alternativamente, el Instituto de Política Económica estima que entre 2001 y 2006, el déficit comercial de Walmart con China por sí sola eliminó casi 200.000 empleos estadounidenses. Otro estudio, publicado por la Universidad de Misuri, encontró que una nueva tienda aumenta el empleo neto de minoristas en el condado por 100 puestos de trabajo en el corto plazo, la mitad de los cuales desaparecen durante cinco años a medida que otros establecimientos comerciales cerran.
Los estudios sobre Walmart muestran que los consumidores benefician de menores costos. Otro estudio realizado por Global Insight encontró que el crecimiento de Walmart entre 1985 y 2004 resultó en el decrecimiento de los precios de alimentos en el hogar por un 9,1 %, y el decrecimiento de los precios en general (según lo medido por el Índice de Precios al Consumidor) por un 3,1 %. Una historia publicada por The Washington Post en 2005 informó que «el descuento de Walmart en alimentos por sí sola aumenta el bienestar de los consumidores estadounidenses por lo menos 50 mil millones de dólares por año». Un estudio realizado en 2005 en el Instituto Tecnológico de Massachusetts (MIT) midió el efecto sobre el bienestar del consumidor y encontró que el segmento más pobre de la población beneficia más de la existencia de tiendas de descuento. Un artículo de 2004 por dos profesores de la Universidad Estatal de Pensilvania encontró que los condados estadounidenses con tiendas Wal-Mart sufrieron pobreza aumentada en comparación con los condados sin tiendas Walmart. Presentaron este hipótesis para explicar sus resultados: Esto podría ser debido al desplazamiento de los trabajadores de empleos mejor remunerados en las tiendas que clientes ya no deciden patrocinar, el hecho de que Walmart proporciona menos benéfica local que las empresas reemplazadas, o un grupo cada vez menor de liderazgo local y capital social reducida debido a un número reducido de empresas locales independientes. El Dr. Raj Patel, autor del libro Obesos y famélicos: mercados, energía y la batalla oculta para el sistema mundial de alimentos, dijo en una conferencia en la Universidad de Melbourne el 18 de septiembre de 2007, que un estudio en Nebraska observó dos diferentes tiendas Walmart, el primero de los cuales acababan de llegar y «estaba en el proceso de desterrar todas las otras tiendas fuera del negocio, pero para hacer eso, redujo sus precios hasta los huesos—precios muy, muy bajos». En el otro Walmart, «había destruida con éxito a la economía local, había una especie de cráter económico con Walmart en el centro, y, en esa comunidad, los precios eran un 17 por ciento más alto».
El columnista George Will, un ganador del Premio Pulitzer, llamó Walmart «el creador de trabajos más prodigioso en la historia del sector privado en esta galaxia», y que «[a]l reducir los precios de consumo, Walmart cuesta alrededor de 50 puestos de trabajo al por menor entre sus competidores por cada 100 puestos de trabajo que Wal-Mart crea». En cuanto a los efectos económicos, Will dice que «Con Walmart y sus efectos, los compradores ahorran más de 200 mil millones de dólares por cada año, superando tales programas del gobierno como estampillas de comida (28,6 mil millones de dólares) y el crédito por ingreso del trabajo (34.6 mil millones de dólares).»
En 2001, un estudio del instituto global McKinsey & Company que discutió el crecimiento de productividad laboral en los EE. UU. entre 1995 y 2000 concluyó que «Walmart directamente e indirectamente causó la mayor parte de la aceleración de nuestra productividad» en el sector minorista. Robert Solow, un asesor del estudio, afirmó que «[e]l factor más importante en [ese crecimiento] es Walmart».

### Relaciones laborales y tratamiento de empleados
Con cerca de 2,2 millones de empleados en todo el mundo, Walmart se ha enfrentado a un torrente de demandas y problemas con respecto a su fuerza de trabajo. Estas cuestiones implican bajos salarios, malas condiciones de trabajo, asistencia sanitaria inadecuada, y temas relacionados con las fuertes políticas antisindicales de la empresa. Los críticos señalan la alta tasa de rotación de Walmart como prueba de una fuerza de trabajo infeliz, aunque otros factores pueden estar involucrados. Aproximadamente el 70 % de sus empleados abandonan la cadena en el primer año. A pesar de su tasa de rotación, la empresa todavía es capaz de afectar las tasas de desempleo. Esto fue encontrado en un estudio realizado por la Universidad Estatal de Oklahoma que dice: «Se compruebe que Walmart ha reducida sustancialmente las tasas de desempleo relativas de los negros en los condados en los que está presente, pero ha tenido sólo un impacto limitado en los ingresos relativos después de que las influencias de otras variables socio-económicas se han tenido en cuenta.»
En marzo de 2023, una investigación del New York Times sacó a la luz la utilización de niños de corta edad, principalmente latinoamericanos, en grandes fábricas que trabajan para varias grandes empresas estadounidenses, entre ellas Ben & Jerry's. El artículo describe condiciones de trabajo muy difíciles y menores que se encuentran atrapados en un sistema de explotación que viola totalmente la legislación estadounidense sobre trabajo infantil.

### Discriminación de género
En 2007, una demanda de discriminación de género, Wal-Mart Stores, Inc., Petitioner v. Betty Dukes, et al., fue presentada contra Walmart, alegando que las mujeres empleadas fueron discriminadas en los asuntos relativos a salarios y promociones. Una demanda de acción popular fue solicitada, que habría sido la más grande en la historia de la nación, abarcando 1,5 millones de empleados anteriores y actuales de Walmart. El 20 de junio de 2011, la Corte Suprema de los Estados Unidos falló a favor de Walmart, indicando que los demandantes no tuvieron lo suficiente en común para constituir una clase. La corte dictaminó por unanimidad que, debido a la variabilidad de las circunstancias de los demandantes, la acción popular no podía proceder tal como se presentó, y además, en una decisión 5-4 que no podía proceder como cualquier tipo de acción popular. Sin embargo, varios demandantes, entre ellas la Sra. Dukes, todavía intentan presentar demandas individuales de discriminación por separado.
Según un consultor contratado por litigantes en una demanda de discriminación sexual, en 2001, las cifras de Walmart con la Comisión para la Igualdad de Oportunidades en el Empleo de los Estados Unidos indicaban que las mujeres empleadas formaban un 65 % de la nómina horaria de Walmart, pero solo un 33 % de su gestión. Sólo un 35 % de las gerentes de sus tiendas eran mujeres, mientras que había un 57 % en tiendas similares. Walmart afirma que las comparaciones con otros minoristas son injustas, porque clasifica a sus empleados diferentemente: si las gerentes de sus grandes almacenes fuesen incluidas en los totales, las mujeres representarían un 60 % de los rangos gerenciales. Otros han criticado el juicio como sin base en la ley y por constituir un abuso del mecanismo de demandas por clase. En 2007, Walmart fue nombrado por la Asociación Nacional de Mujeres Ejecutivas como una de las 35 mejores empresas para las mujeres ejecutivas.
La valoración de Walmart en el Índice de Igualdad Corporativa de la Human Rights Campaign, una medida de cómo las empresas tratan a los empleados y clientes LGBT, ha fluctuado ampliamente durante la última década, desde un mínimo de un 14 % (2002) a un 65 % (2006). Fue elogiada por la expansión de su política de antidiscriminación para proteger a los trabajadores gais y lesbianas, así como su nueva definición de "familia" que incluye parejas del mismo sexo. Sin embargo, se ha criticada en otras áreas, por ejemplo, por su fracaso de renovar su afiliación a la Cámara de Comercio Nacional de Gays y Lesbianas, que se refleja en su valoración de un 40 % en 2008 (en comparición con Target con una valoración de un 80 %, y Kmart, con un 100 %).
En enero de 2006, Walmart anunció que «nuestros esfuerzos de diversidad incluyen grupos nuevos de empleados minoritarios, femeninos, y gais que se reúnen en la sede de Walmart en Bentonville para asesorar a la empresa sobre la comercialización y promoción interna. Hay siete grupos de recursos empresariales: Mujeres, afroamericanos, hispanos, asiáticos, nativos americanos, gais y lesbianas, y un grupo de personas con discapacidad.»

## Caridad
El fundador, Sam Walton, se caracterizó por negarse a contribuir con dinero en efectivo para causas filantrópicas, indicando que tenía la convicción de que la contribución de la compañía a la sociedad era «el hecho de funcionar eficientemente, disminuyendo así el costo de vida de sus clientes», y en ese sentido era en consecuencia «una poderosa fuerza del bien». Explicó que mientras que su familia había sido afortunada y deseaba usar su riqueza para ayudar en causas justas, «no esperaba resolver cada problema personal que llamara [su] atención». Tiempo después, en su autobiografía, escribió: «sentimos fuertemente que Walmart no está, ni debería estar, en el negocio de la beneficencia», manifestando «que cualquier débito tiene que transmitirse a alguien —incluyendo a los accionistas y los clientes». Sin embargo, desde el fallecimiento de Sam Walton en 1992, Walmart y la Fundación Walmart han incrementado significativamente sus aportes para la beneficencia. Por ejemplo, Walmart donó 20 millones de dólares (USD) en efectivo y mercancía en ayuda para el desastre del Huracán Katrina. Hoy en día, las donaciones benéficas rondan los 1000 millones de dólares cada año[cita requerida].

## Entrada de Walmart a nuevos países

### Colombia
En la prensa local hubo un rumor de una posible transacción entre Supermercados Olímpica SAO, para la entrada de Walmart a Colombia. En una supuesta reunión se comunicó a los empleados de Olímpica que Walmart asumiría el control de la empresa; sin embargo, no hubo una fuente oficial sobre el interés de la multinacional por entrar al país.

### Televisión y películas
- Wal-Mart: The High Cost of Low Price – un documental dirigido por Robert Greenwald que se publicó en 2005
- Why Wal-Mart Works; and Why That Drives Some People C-R-A-Z-Y – una refutación al documental de Greenwald
- La llegada de Wall-Mart – un episodio de South Park en Comedy Central que se emitió en 2004

### Otros
- Wal-Mart First Tee Open at Pebble Beach – un torneo del golf
- Walmarting – un neologismo
- Compañía Neerlandesa de las Indias Orientales – la primera corporación multinacional
- Cushman & Wakefield[169]